# 2696 Magion
2696 Magion è un asteroide della fascia principale del diametro medio di circa 20,18 km. Scoperto nel 1980, presenta un'orbita caratterizzata da un semiasse maggiore pari a 2,4505758 UA e da un'eccentricità di 0,1130604, inclinata di 25,34379° rispetto all'eclittica.
L'asteroide è dedicato al satellite cecoslovacco Magion 1.